# SmartClient
SmartClient — Ajax-фреймворк, разрабатываемый компанией Isomorphic Software, предоставляющий разработчику GUI-виджеты, не требующие объёмного кодирования на HTML и JavaScript для обеспечения динамических возможностей.
Первый выпуск датируется 2001 годом. С ноября 2007 года помимо коммерческого продукта существует свободный вариант фреймворка под лицензией LGPL, но при этом некоторые возможности, такие, как работа с базами данных, доступны только в коммерческой версии. При использовании этого фреймворка не исключены некоторые проблемы с быстродействием.
SmartGWT — вариант SmartClient, позволяющий использовать те же виджеты при разработке с GWT (подобно тому, как библиотека Ext GWT позволяет использовать виджеты ExtJs). Также доступен как по LGPL, так и под коммерческой лицензиями.
Название этого продукта стало нарицательным, его (в раздельном написании «smart client») стали использовать для веб-приложений с интерактивным поведением визуальных компонентов, характерным для настольных приложений (изначально фреймворк имитировал внешний вид и поведение программ для Windows NT и Windows 2000).